# Leszek Kuźnicki
Leszek Stanisław Kuźnicki (ur. 14 września 1928 w Łodzi, zm. 3 lutego 2023 w Warszawie) – polski biolog, profesor zwyczajny, doktor habilitowany nauk przyrodniczych, członek rzeczywisty Polskiej Akademii Nauk (PAN) (od roku 1989), członek korespondent (od roku 1976); zastępca sekretarza Wydziału II – Nauk Biologicznych (1973–1977), członek Prezydium PAN (1984–1998); wiceprezes, sekretarz naukowy PAN (1990–1992), prezes PAN (1993–1998), doktor honoris causa Rosyjskiej Akademii Nauk.

## Życiorys
Był specjalistą w dziedzinie protozoologii i biologii komórki oraz ewolucjonizmu. Oprócz licznych prac badawczych jest autorem znanych monografii, podręczników oraz dużej liczby artykułów w polskich i zagranicznych czasopismach specjalistycznych. Wspólny dorobek Leszka Kuźnickiego i jego szkoły został oprawiony w 7 tomach, przekazanych do Archiwum Polskiej Akademii Nauk.
Oprócz aktywnej pracy naukowej Leszek Kuźnicki przewodniczył do roku 2007, oraz przewodniczył honorowo Komitetowi Prognoz POLSKA 2000 PLUS (dawniej Polska 2000). Komitet ten jest komitetem problemowym PAN przy Prezydium Polskiej Akademii Nauk, a jego opracowania stanowią bardzo ważne dokumenty doradcze polskiego środowiska naukowego dla rządu RP i jego organów w tworzeniu i realizowaniu polityki naukowej, społecznej i gospodarczej.
Leszek Kuźnicki był wybierany na dwie kolejne kadencje na Prezesa PAN. Był członkiem honorowym Akademii Inżynierskiej w Polsce.
Jego małżonką była historyczka farmacji Barbara Kuźnicka.

## Członkostwo
- Instytut Biologii Doświadczalnej im. Marcelego Nenckiego Polskiej Akademii Nauk
- Komitet Biologii Ewolucyjnej i Teoretycznej PAN – członek
- Komitet Cytobiologii PAN – członek
- Komitet „Polska w Zjednoczonej Europie” PAN – członek
- Komitet Prognoz „Polska 2000 Plus” PAN – Honorowy Przewodniczący
- Wydział II – Nauk Biologicznych i Rolniczych PAN – członek krajowy rzeczywisty

## Odznaczenia
- Komandor Orderu Zasługi Republiki Włoskiej (Włochy, 1996)[4]